# Renáta Koleňáková
Renáta Koleňáková est une joueuse de volley-ball  slovaque née le 15 juin 1980. Elle mesure 1,80 m et joue attaquante.

## Clubs
| Club       | Pays      | De        | À         |
| ---------- | --------- | --------- | --------- |
| OMS Senica | Slovaquie | 1996-1997 | 2004-2005 |
| SES Calais | France    | 2005-2006 |           |

## Palmarès
- Championnat de Slovaquie (1)
  - Vainqueur : 2005
  - Finaliste : 1998, 2000, 2001, 2002, 2003